# Manzac-sur-Vern
Manzac-sur-Vern là một xã của Pháp, nằm ở tỉnh Dordogne trong vùng Aquitaine của Pháp. Xã này có diện tích 19,96 km2, dân số năm 2005 là 508 người. Xã nằm ở khu vực có độ cao trung bình 100 m trên mực nước biển.

## Thông tin nhân khẩu
| Năm    | 1962 | 1968 | 1975 | 1982 | 1990 | 1999 | 2005 |
| ------ | ---- | ---- | ---- | ---- | ---- | ---- | ---- |
| Dân số | 437  | 401  | 420  | 417  | 488  | 505  | 508  |